# Petrophile divaricata
Petrophile divaricata är en tvåhjärtbladig växtart som beskrevs av Robert Brown. Petrophile divaricata ingår i släktet Petrophile och familjen Proteaceae. Inga underarter finns listade i Catalogue of Life.